# Шипет
Шипет (рум. Șipet) — село у повіті Тіміш в Румунії. Входить до складу комуни Тормак.
Село розташоване на відстані 387 км на захід від Бухареста, 31 км на південний схід від Тімішоари.

## Населення
За даними перепису населення 2002 року у селі проживали 856 осіб.
Національний склад населення села:
| Національність | Кількість осіб | Відсоток |
| -------------- | -------------- | -------- |
| румуни         | 770            | 90,0%    |
| словаки        | 57             | 6,7%     |
| угорці         | 7              | 0,8%     |
| українці       | 7              | 0,8%     |
| цигани         | 6              | 0,7%     |

Рідною мовою назвали:
| Мова      | Кількість осіб | Відсоток |
| --------- | -------------- | -------- |
| румунська | 779            | 91,0%    |
| словацька | 56             | 6,5%     |
| угорська  | 7              | 0,8%     |
| циганська | 6              | 0,7%     |